# Phragmatobia tancrei
Phragmatobia tancrei là một loài bướm đêm thuộc phân họ Arctiinae, họ Erebidae.